# Obrše
Obrše so naselje v Občini Lukovica.